# Gulfstream Aerospace
Gulfstream Aerospace – amerykańska wytwórnia lotnicza, z siedzibą w Savannah, w stanie Georgia. Początkowo (od 1957 roku) Gulfstream był marką przedsiębiorstwa Grumman Aircraft Engineering Corporation, pod którą sprzedawane były samoloty cywilne. W 1978 roku Gulfstream został sprzedany i stał się samodzielnym przedsiębiorstwem. Od 2001 Gulfstream jest częścią koncernu General Dynamics. Większość produkowanych samolotów to odrzutowe cywilne samoloty dyspozycyjne.

## Historia

### Geneza

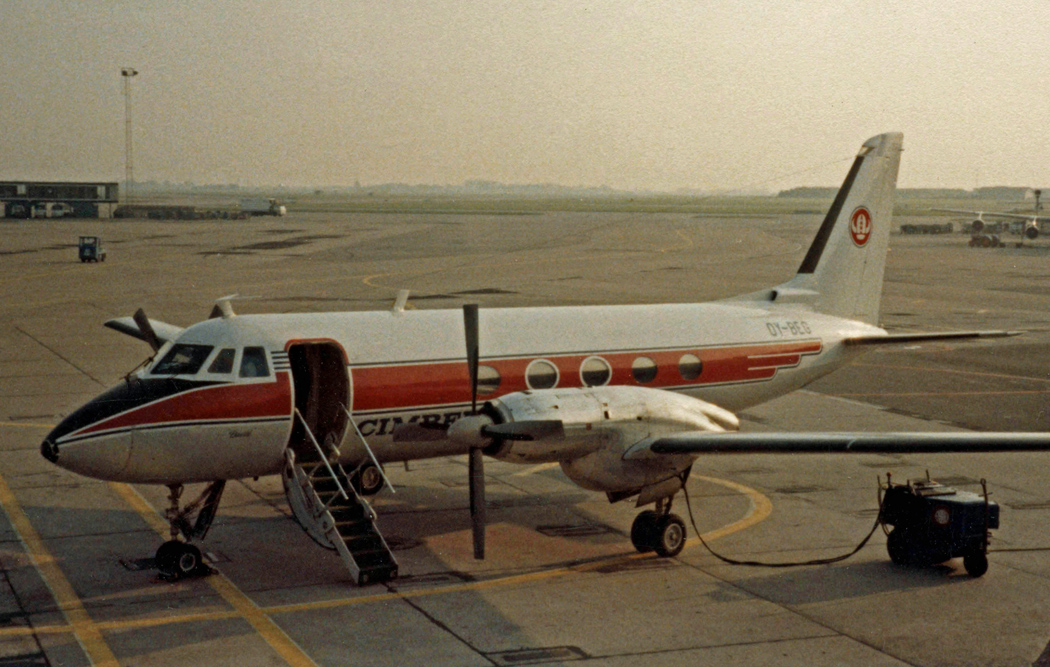
G-159 Gulfstream I

W połowie lat 50. XX wieku w wytwórni Grumman Aircraft Engineering Co., znanej przede wszystkim z budowy samolotów pokładowych przeznaczonych dla United States Navy, zaprojektowano pierwszy na świecie samolot dyspozycyjny, przeznaczony do przewozu prezesów i członków zarządów wielkich korporacji. Dzięki takiemu rozwiązaniu, mogły one w komfortowych warunkach podróży, wypoczynku i pracy na pokładzie samolotu podróżować pomiędzy oddziałami swoich firm, rozrzuconymi po całym kontynencie, niezależnie od połączeń rejsowych samolotów. Maszyna otrzymała oznaczenie G-159 Gulfstream I i była napędzana dwoma silnikami turbośmigłowymi. Na pokładzie mogło pomieścić się od 12 do 14 pasażerów w zależności od konfiguracji wnętrza. Gulfstream I był pierwszym samolotem, który zapoczątkował typ samolotów biznesowych (business aircraft). Oblatano go 14 sierpnia 1958 roku i data uważana jest za początek marki Gulfstream. Sukces komercyjny maszyny, wyprodukowano 200 egzemplarzy, skłonił producenta do budowy następcy. 2 października 1966 roku w powietrze do swojego pierwszego lotu wzniósł się G-1159 Gulfstream II. Tym razem, po raz pierwszy do napędu tej klasy samolotu wybrano silniki turboodrzutowe. Zamontowano je po bokach tylnej części kadłuba, taki umiejscowienie silników stało się cechą charakterystyczną Gulfstreamów. Maszyn była równie zdolna, jako pierwsza, do wykonania przelotu transatlantyckiego bez międzylądowania. Pierwszy taki przelot odbył się 4 maja 1968 roku.

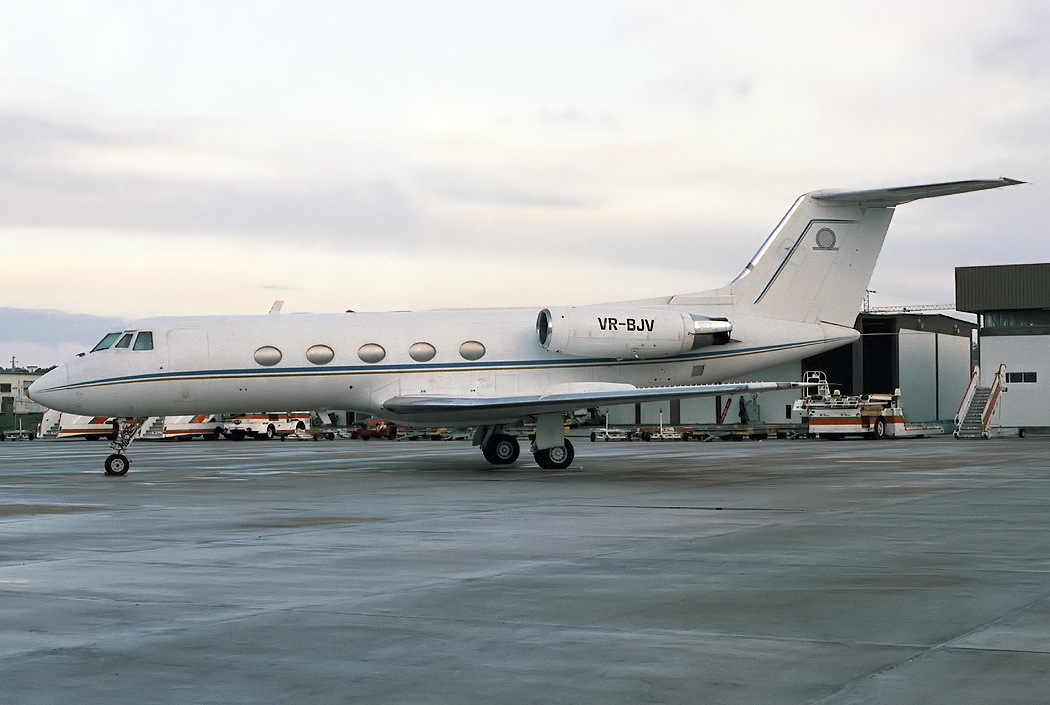
G-1159 Gulfstream II

W 1969 roku doszło do zmian w strukturze zarządzania i produkcji Grummanna, utworzono Grumman Aerospace Corporation jako holding przedsiębiorstw zajmujących się różnymi aspektami działalności Grummanna. Za produkcję samolotów odpowiadał Grumman Aerospace Corporation. 1 stycznia 1973 sfinalizowano transakcję nabycia 80% akcji firmy American Aviation Corporation, zajmującej się produkcją niewielkich, kilkumiejscowych samolotów. Efektem zakupu była zmiana nazwy firmy, która od tej pory brzmiała Grumman American Aviation Corporation i to ona stała się odpowiedzialna za produkcję maszyn typu Gulfstream.

### Narodziny firmy
Lata 70. ubiegłego wieku przyniosły kryzys naftowy, którego negatywne skutki w dużym stopniu odczuła cała branża lotnicza. Sprzedaż maszyn Gulfstream gwałtownie spadła. W zaistniałej sytuacji Grumman postanowił pozbyć się swoich udziałów w produkcji samolotów cywilnych a skupić się na produkcji na potrzeby wojska. Wystawiono na sprzedaż udziały w Grumman American Aviation Corporation, których nabywcą, 1 września 1978 roku został Allen Eugene Paulson, właściciel firmy American Jet Industries zajmującej się między innymi konwersją maszyn tłokowych na turbośmigłowe. W 1979 roku Paulson zdołał odkupić pozostałe 20% udziałów od drobniejszych posiadaczy stając się tym samym jedynym właścicielem Grumman American Aviation Corporation. W tym samym roku nazwa firmy została zmieniona na Gulfstream American Corporation a Paulson został jej dyrektorem generalnym i prezesem zarządu.

### Na własny rachunek

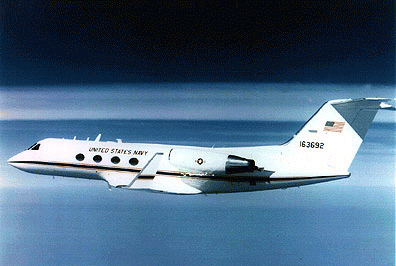
Gulfstream III

Jedną z pierwszych decyzji Paulsona było szybkie uruchomienie i sprzedaż nowego modelu, opracowanego jeszcze w Grummanie, G-1159A Gulfstream III. W samolocie zastosowano te same silniki co w wersji Gulfstream II, ale dzięki nowym skrzydłom z wingletami udało się zmniejszyć zużycie paliwa i poprawić osiągi samolotu. Maszynę oblatano 2 grudnia 1979 roku i wyprodukowano 202 egzemplarze Gulfstream III. Obok sztandarowego produktu, jakim były samoloty dyspozycyjne nowa firma eksperymentowała z innymi typami. Jednym z nich był samolot GAC-159C Gulfstream I Commuter. Samolot komunikacji regionalnej zdolny do przewozu 38 pasażerów, oparty na płatowcu Gulfstream I z przedłużonym kadłubem, który jednak nie zdołał zainteresować linii lotniczych i cały projekt zakończył się na przebudowie jedynie pięciu Gulfstreamów I. W maju 1980 roku firma nabyła od Schweizer Aircraft Corporation prawa do produkcji samolotów rolniczych Grumman G-164 Ag-Cat i Turbo Ag Cat, ale już niecały rok później, w styczniu 1981 roku odsprzedano je z powrotem do Schweizer Aircraft Corporation. W dawnej firmie Paulsona American Jet Industries nazwanej teraz Gulfstream American Corporation of California opracowywano trzy inne projekty. Wielozadaniowy Gulfstream American Hustler zdolny do przewozu od czterech do pięciu pasażerów, szkolno-treningowy Gulfstream Peregrine 600 z napędem odrzutowym (i jego dyspozycyjną wersją) oraz maszyną z napędem turbośmigłowym i odrzutowym w tym samym płatowcu (silnik turbośmigłowy miał być umieszczony w nosie a odrzutowy na końcu kadłuba). Dzięki wykupieniu w 1981 roku praw do produkcji, rozpoczęto również montaż samolotów rodziny Aero Commander 500. W 1982 roku firma zmieniła nazwę na Gulfstream Aerospace Corporation. W połowie lat 80. sprzedaż maszyn firmy spadła. Było to na tyle niekorzystne zjawisko, iż wytwórnia została zmuszona do dokapitalizowania poprzez sprzedaż akcji, dzięki ich zakupowi, głównym udziałowcem został koncern motoryzacyjny Chrysler Corporation. Pomimo zmiany właściciela, Paulsona pozostał na swoim stanowisku. W 1985 roku zakończono sprzedaż maszyn Aero Commander, porzucono również projekty Peregrine i Hustler zamykając tym samym Gulfstream American Corporation of California a skupiono się na wdrożeniu do produkcji i sprzedaży nowego samolotu G-1159C Gulfstream IV. Oddział firmy odpowiedzialny za produkcję Commanderów, Gulfstream American Corporation, Commander Division został przekształcony w Gulfstream Aerospace Corporation, Oklahoma Operation, a jeszcze później w Gulfstream Aerospace Technologies, firmę zajmującą się produkcją podzespołów i części do maszyn Gulfstream. Oblatany 19 września 1985 roku Gulfstream IV okazał się dużym sukcesem komercyjnym. Sprzedano ponad pół tysiąca maszyn różnych wersji użytkownikom cywilnym oraz wojskowym. Jednak pomimo tego sukcesu, wyniki finansowe całej wytwórni nie napawały właściciela, koncernu Chrysler optymizmem. Dlatego też motoryzacyjny gigant podjął decyzję o odsprzedaniu swoich udziałów w 1989 roku. Udziały wykupił ponownie Allen Paulson. Potrzebną sumę wyłożył on sam do spółki z funduszem Forstmann Little & Company, specjalizującym się w tzw. wykupach lewarowanych. Transakcja została sfinalizowana 19 marca 1990 roku i firma ponownie uzyskała niezależność. Paulson zachował stanowisko dyrektora generalnego i przewodniczącego rady nadzorczej, ale dyrektorem wykonawczym został William Cleland Lowe, który doświadczenie zawodowe zdobywał w firmach Xerox i IBM.

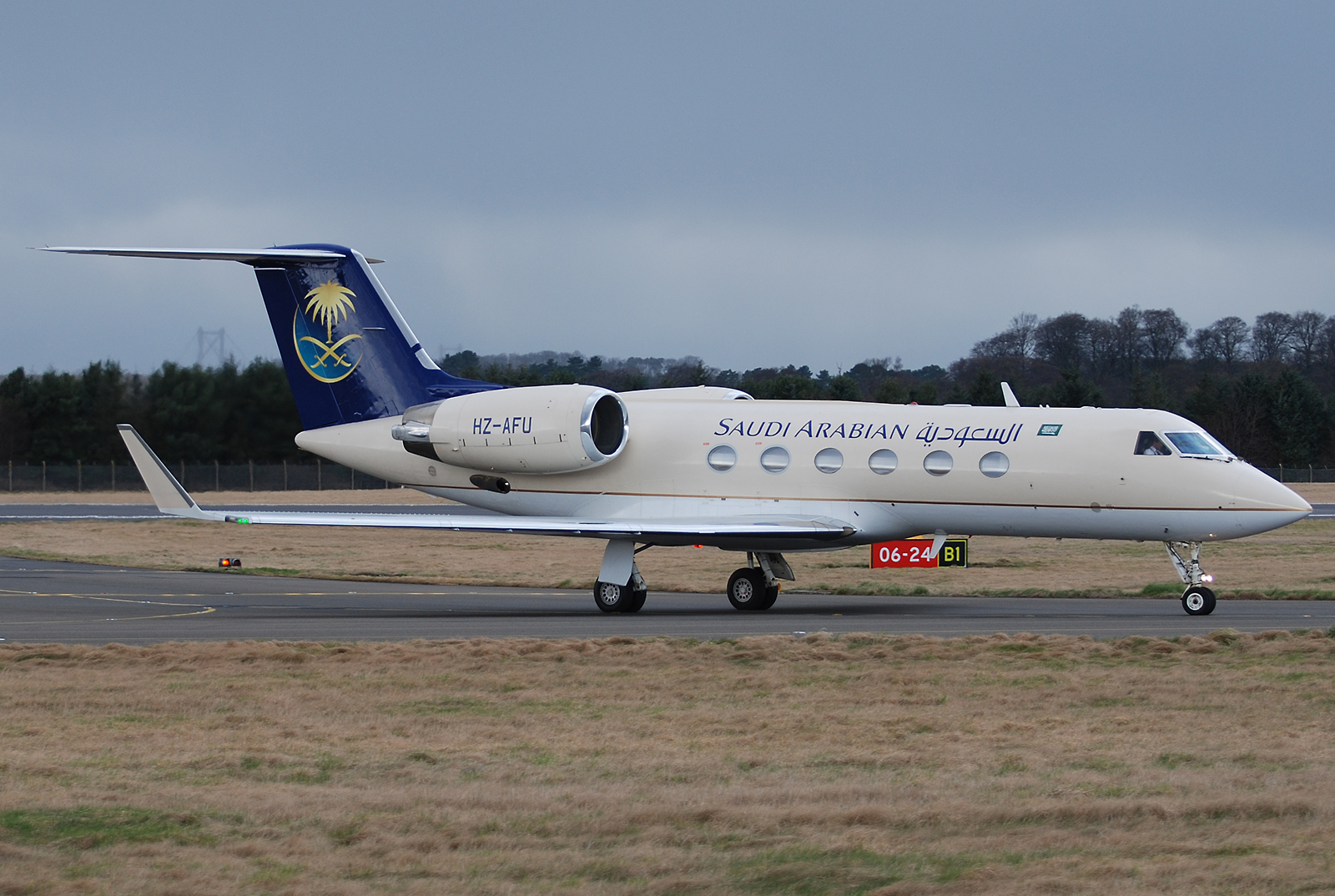
Gulfstream IV

Po upadku Związku Radzieckiego otworzyła się możliwość nawiązania współpracy z tamtejszymi biurami konstrukcyjnymi i producentami. Skorzystała z tego firma Gulfstream, która wspólnie z Suchojem rozpoczęła program budowy naddźwiękowego samoloty dyspozycyjnego (SuperSonic Business Jet – SSBJ). Wstępną umowę o współpracy nad projektem samolotu, który otrzymał oznaczenie Suchoi-Gulfstream S-21, podpisano 15 czerwca 1989 roku w trakcie trwania Międzynarodowego Salonu Lotniczego w Paryżu. Rosyjskie biuro miało odpowiadać za konstrukcje płatowca, w gestii amerykańskiej wytwórni pozostała awionika samolotu, wyposażenie kabiny i odpowiedzialność za całą sferę marketingową związaną z promocją i sprzedażą gotowej maszyny. Projekt nie doczekał się realizacji, w 1992 roku Gulfstream wycofał się z niego a Suchoj nie był w stanie samodzielnie kontynuować prac.
Początek lat 90. nie był dla Gulfstreama udany. Nie dosyć, że na kontynencie północnoamerykańskim pojawił się znaczący konkurent w segmencie samolotów dyspozycyjnych, jakim był Bombardier Aerospace to również wyniki finansowe firmy nie napawały optymizmem. W 1992 roku firma zanotowała straty wielkości 275 mln dolarów i zmuszona była zredukować zatrudnienie o 16%. Sytuacja nie pozostała bez wpływu na stanowiska kierownicze producenta. Allen Paulson zrezygnował ze swoich funkcji i przeszedł na emeryturę, odsprzedając funduszowi Forstmann Little & Company swoje udziały. W kwietniu 1993 roku, nowym prezesem zarządu i dyrektorem wykonawczym został Fred A. Breidenbach, zaś William Lowe objął stanowisko dyrektora generalnego i przewodniczącego rady nadzorczej. Nie na długo jednak. W listopadzie tego samego roku Lowe zrezygnował ze swoich funkcji i zastąpił go Theodore Joseph „Ted” Forstmann.

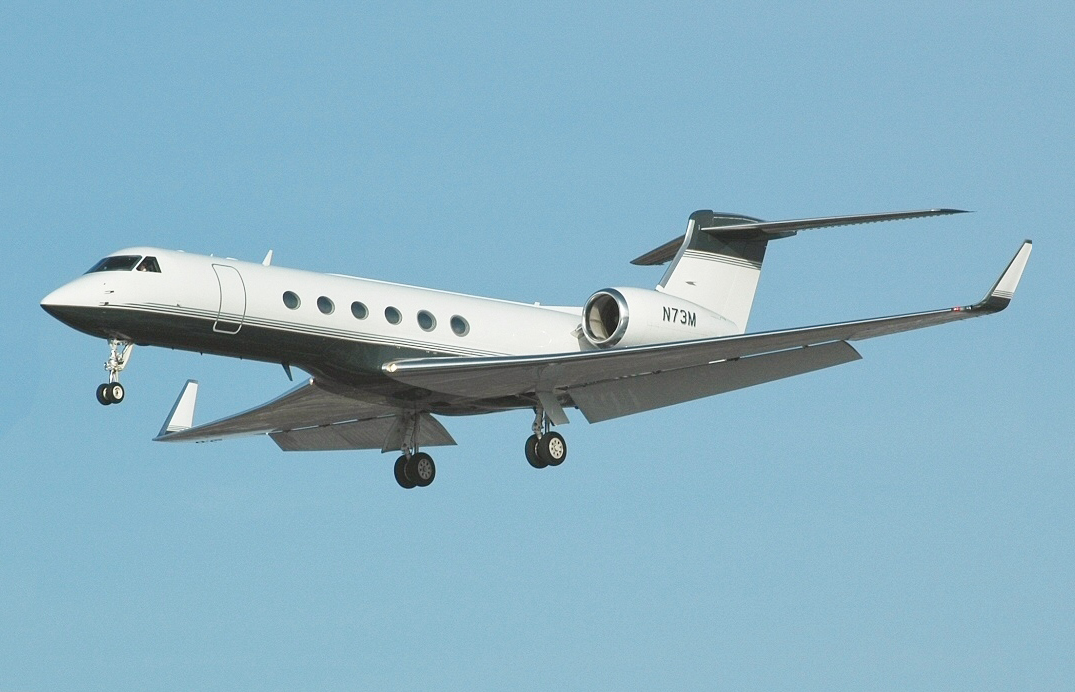
Gulfstream V

Lekarstwem mającym uzdrowić finanse firmy był nowy samolot Gulfstream V, który do swojego dziewiczego lotu wzbił się 28 listopada 1995 roku. Pod wieloma względami była to pionierska maszyna dla wytwórni. Był to pierwszy projekt, dla którego 25 lutego 1995 roku uruchomiono pierwsze w historii firmy zintegrowane stanowisko badawcze (Integration Test Facility). Składało się ono z makiety kokpitu maszyny, która podłączona do komputera pozwalała symulować zachowanie i działanie systemów maszyny i jej awioniki. W przyszłości tego typu stanowiska badawcze stały się standardem w procesie projektowania nowych samolotów przez wytwórnie. Gulfstream V był również największym i najdroższym samolotem wytwórni. To w nim po raz pierwszy kapitan maszyny miał do dyspozycji wyświetlacz przezierny prezentujący informacje o parametrach lotu na specjalnej szybie bez zasłaniania widoku na wprost. Kokpit był w pełni skomputeryzowany, a układ nawigacyjny oparto na satelitarnym systemie Global Positioning System. Maszyna dysponowała imponującym zasięgiem rzędu 12 000 km i mogła zabrać na pokład 14 pasażerów. Do 2003 roku wybudowano 193 egzemplarze, zarówno dla użytkowników cywilnych, jak i wojskowych. W uznaniu innowacyjności zastosowanych w samolocie rozwiązań technologicznych, amerykańska organizacja National Aeronautic Association przyznała w maju 1997 roku zespołowi konstruktorów Gulfstreama V nagrodę Colliera (Collier Trophy).
Druga połowa lat 90. XX wieku to również rozbudowa przez Gulfstream usług dla klientów nie związanych tylko i wyłącznie z samą sprzedażą samolotów. W 1995 roku, we współpracy z firmą Executive Jet Inc. rozpoczęto program Gulfstream Shares. Dzięki udziałowi w programie, mniej zamożni klienci korzystający podczas przelotów z samolotów Gulfstreama mogli nabywać do niego prawo własności, w zamian za określoną liczbę godzin lotu w ciągu roku. W 1996 roku oddano do użytku centrum serwisowe samolotów w Savannah. W tym samym roku, w październiku, w ofercie publicznej sprzedano dużą część akcji uzyskując w ten sposób sumę 888 mln dolarów. Rozbudowano montownie w Savannah, Long Beach i Oklahomie. W sierpniu 1998 roku odkupiono od korporacji Kimberly-Clark należącą do niej firmę K-C Aviation aby w jej zakładach w Dallas w Teksasie, w Appleton w Wisconsin i Westfield w Massachusetts uruchomić montownie wyposażenia kabin samolotów wytwórni. W tym samym roku, nowa usługa zaoferowana przez Gulfstreama przy udziale Chrysler Pentastar Aviation Inc., Gulfstream Management Service, umożliwiła właścicielom samolotów wytwórni, wynajmowanie w pełni przeszkolonego personelu latającego, pilotów i obsługę kabiny pasażerskiej. Również w 1998 roku Gulfstream umożliwił czarterowanie swoich samolotów oraz, wraz z firmą GATX Capital, ich krótkoterminowy leasing. W grudniu 1998 roku doszło do kolejnej reorganizacji na szczeblu zarządzania firmą. Theodore Forstmann został przewodniczącym rady nadzorczej i dyrektorem generalnym wytwórni, prezesem zarządu i dyrektorem operacyjnym natomiast William Boisture.

### General Dynamics
30 lipca 1999 roku, firma została wykupiona przez koncern General Dynamics za kwotę 5,3 mld dolarów. General Dynamics, pomimo bardzo dużego udziału w swoim portfolio produktów militarnych, przeznaczonych na potrzeby sił zbrojnych, miał również doświadczenie w zarządzaniu i produkcji samolotów cywilnych. Do korporacji należała Cessna, produkująca niewielkie samoloty ogólnego przeznaczenia. General Dynamics wykupując Gulfstream miał jasno sprecyzowaną wizję jego rozwoju. Poszerzono ofertę poprzez zakup należącej do Israel Aerospace Industries (IAI) firmy Galaxy Aerospace Company z Fort Worth. Dzięki temu uzyskano prawa do sprzedaży pod własnym szyldem samolotów IAI Astra SPX (Gulfstream G100) i IAI Galaxy (Gulfstream G100). IAI nadal budowało samoloty u siebie w Izraelu, ale montaż ostatecznego wyposażenia odbywał się już w Stanach w Fort Worth, siedzibie Galaxy Aerospace lub w firmie Duncan Aviation Inc. w Lincoln w Nebrasce. Na początku XXI wieku, cała obsługa techniczna samolotów wytwórni została skupiona pod jedną marką General Dynamics Aviation Service. We wrześniu 2000 roku, dynamicznie rozwiajająca się wytwórnia otworzyła nową halę, w której montowano wyposażenie samolotów w Brunswick w Georgii. Otwarto cztery nowe regionalne centrale serwisowe w Dallas, Las Vegas, Minneapolis i West Palm Beach, które na początku 2001 roku odkupiono od firmy BBA Aviation. W 2002 roku zakłady w Fort Worth przekształcono w centrum sprzedaży i projektowania wnętrz samolotów a zakłady w Oklahomie zamknięto. Tym samym przekazując produkcję części i podzespołów samolotów meksykańskiej firmie Interiores Aéreos, S.A. de C.V. mieszczącej się w Mexicali. Od 7 maja 2002 roku użytkownicy maszyn Gulfstream na kontynencie północnoamerykańskim mogli skorzystać z nowego programu wytwórni skierowanego do klientów – Airborne Product Support (APS). W ramach APS wytwórnia dokonuje naprawa i obsługi samolotów bezpośrednio u klienta, z pominięciem centrum serwisowego. Od 16 maja 2011 roku usługą tą objęto już cały świat. Ekipy techników Gulfstreama, w ramach mobilnych zespołów obsługowych (Field and Airborne Support Teams – FAST) docierają na wskazane przez klienta lotnisko korzystając z samolotu G150 (wcześniej G100). Od 2002 roku do lutego 2016 roku ekipy FAST przeprowadziły 5000 misji lotniczych, pokonując w sumie 15 mln km w czasie 16 600 godzin. Aby wyróżnić markę, cały po sprzedażowy serwis samolotów został skupiony w styczniu 2011 roku pod jednym szyldem Gulfstream Product Support. W kwietniu 2003 roku dokonano zakupu od firmy BBA Aviation kolejnego centrum serwisowego, tym razem mieszczącego się w Luton w Wielkiej Brytanii, kolejne centra serwisowe otwarto w Pekinie w Chinach i w Sorocabie w Brazylii. 19 maja 2006 roku uruchomiono w Savannah, w głównej siedzibie firmy, nowe Centrum Badawczo-Rozwojowe (Research and Development Center). W marcu 2007 roku podano do publicznej wiadomości informacje o zakupie firmy WECO Aerospace Systems, Inc., która zajmowała się serwisem instalacji lotniczych, pokładowych systemów elektrycznych i elektronicznych.
W 2002 roku odświeżono wizerunek firmy i jej produktów poprzez zmianę oznaczeń oferowanych samolotów. Zmodernizowana wersja GIV otrzymała oznaczenie G400 a wersja z krótszym zasięgiem G300. Model GV-SP został przemianowany na G450 (G350 z mniejszym zasięgiem) a GV-SP od tej pory nazywany był G550.
W maju 2017 roku, Wojskowe Zakłady Lotnicze nr 2 w Bydgoszczy, podpisały z wytwórnią list intencyjny w sprawie utworzenia na terenie bydgoskich zakładów lokalnego centrum serwisowego dla samolotów G550. Dzięki takiemu rozwiązaniu WZL będą miały możliwość obsługi technicznej nie tylko zakupionych przez Ministerstwo Obrony Narodowej G550, ale wszystkich użytkowników G550, którzy wyrażą chęć serwisowania swoich samolotów w Bydgoszczy.

## Produkowane samoloty

### Obecnie
- Gulfstream G280 (G250[3])
- Gulfstream G350
- Gulfstream G450
- Gulfstream G500
- Gulfstream G550
- Gulfstream G650

### Dawniej
- Gulfstream G100
- Gulfstream G150
- Gulfstream G200
- Gulfstream G300
- Gulfstream G400
- Grumman Gulfstream I
- Grumman Gulfstream II
- Gulfstream III
- Gulfstream IV
- Gulfstream V